# Власенко, Владимир Леонидович
Владимир Леонидович Власенко (род. 1932) — советский и российский певец, фаготист, Заслуженный артист РСФСР (1981), Народный артист России (1995).
В 1953 окончил Донецкое музыкальное училище (класс Н. Киселя), в 1969 — Московскую консерваторию (класс П. Савельева). В 1951—1952 артист симфонического оркестра Донецкой филармонии, в 1955—1957 солист симфонического оркестра Московской областной филармонии, в 1957—1959 гг. — оперно-симфонического оркестра ВР и ЦТ, в 1959—1964 артист, с 1964 года - солист БСО ВР и ЦТ.
Лауреат Международных конкурсов (Москва, 1957, 1 место; «Пражская весна», 1959, 2 премия).
Концертмейстер группы фаготов Российского Национального симфонического оркестра под управлением М. Плетнёва. Живёт в Москве.